# Nucleair onderzoekscentrum van Yongpyong

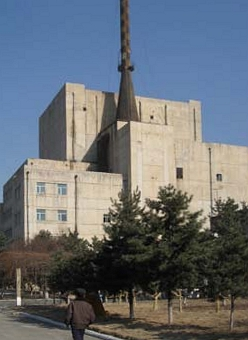
Nucleaire onderzoekscentrum van Yongpyong

Het Nucleaire onderzoekscentrum van Yongpyong (Koreaans: 	녕변핵시설, Nyeongbyeon haeksiseol) is de grootste nucleaire faciliteit van Noord-Korea. De faciliteit is gesitueerd in Yongbyon in de provincie P'yŏngan-pukto, zo'n 103 kilometer ten noorden van Pyongyang.